# 27年世代
27年世代（にじゅうしちねんせだい、スペイン語: Generación del 27）は、1927年にスペインで起こった文学の潮流。

## 背景
15世紀から17世紀のスペイン黄金世紀に活躍した詩人ルイス・デ・ゴンゴラ(1561-1627)の没後300年に合わせて、1927年にスペインの主要な詩人が一堂に会してグループを結成した。ゴンゴラは「ゴンゴリスモ」と呼ばれる修辞的で難解な表現手法を確立した詩人であり、27年世代はゴンゴラを再評価しようとする若い詩人の集まりである。ドイツの言語学者であるヒューゴ・フリードリッヒは27年世代について、「今世紀前半のヨーロッパ抒情詩が生んだ、おそらく最も貴重な宝である」と評している。
彼らの作風に統一した特徴があるわけではないが、おおむね反リアリズムや反ロマン主義の立場をとった。彼らは首都マドリードのみで活動していたわけではなく、むしろ核はセビリア、マラガ、テネリフェ島にあった。ガリシア地方、カタルーニャ地方、バリャドリッドに住むメンバーもいた。1930年代になるとシュルレアリスムの出現により大きな変化が生じた。1930年代後半のスペイン内戦では多くのメンバーが亡命に追いやられ、フェデリコ・ガルシーア・ロルカのように内戦中に殺害された者もいた。内戦終結後には主に国外で顕彰されている。
ダマソ・アロンソは長らくレアル・アカデミア・エスパニョーラで会長職を務めた。1976年にスペイン語作家の功績を称えるセルバンテス賞が創設されると、初代受賞者にはホルヘ・ギジェンが選ばれ、翌年の受賞者にはダマソ・アロンソが選ばれた。1977年にはビセンテ・アレイクサンドレがノーベル文学賞を受賞している。

## 構成者
狭義にはこれらの10人を指して27年世代と呼ぶ。
- ホルヘ・ギジェン（英語版） - 1976年にセルバンテス賞を受賞。初代受賞者。
- ペドロ・サリーナス
- ラファエル・アルベルティ - 1983年にセルバンテス賞を受賞。
- フェデリコ・ガルシーア・ロルカ
- ダマソ・アロンソ - 1977年にセルバンテス賞を受賞。
- ヘラルド・ディエゴ（英語版）
- ルイス・セルヌーダ（英語版）
- ビセンテ・アレイクサンドレ - 1977年にノーベル文学賞を受賞。
- マヌエル・アルトラギーレ（英語版）
- エミリオ・プラドス（英語版）

彼らよりやや年代が上のフェルナンド・ビリャロン、ホセ・モレーノ・ビリャ、レオン・フェリペや、やや年代が下のミゲル・エルナンデスなどが加えられることもある。必ずしも文学関係に限定されず、映画監督のルイス・ブニュエル、シュルレアリスム画家のサルバドール・ダリやオスカル・ドミンゲスなどを含める場合もある。

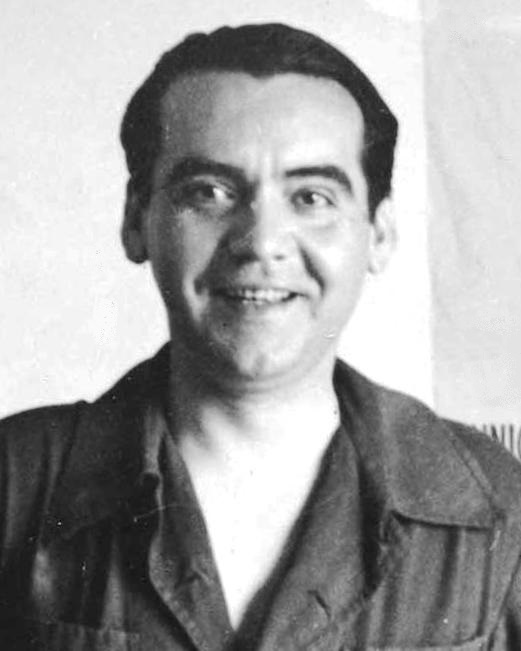
フェデリコ・ガルシーア・ロルカ
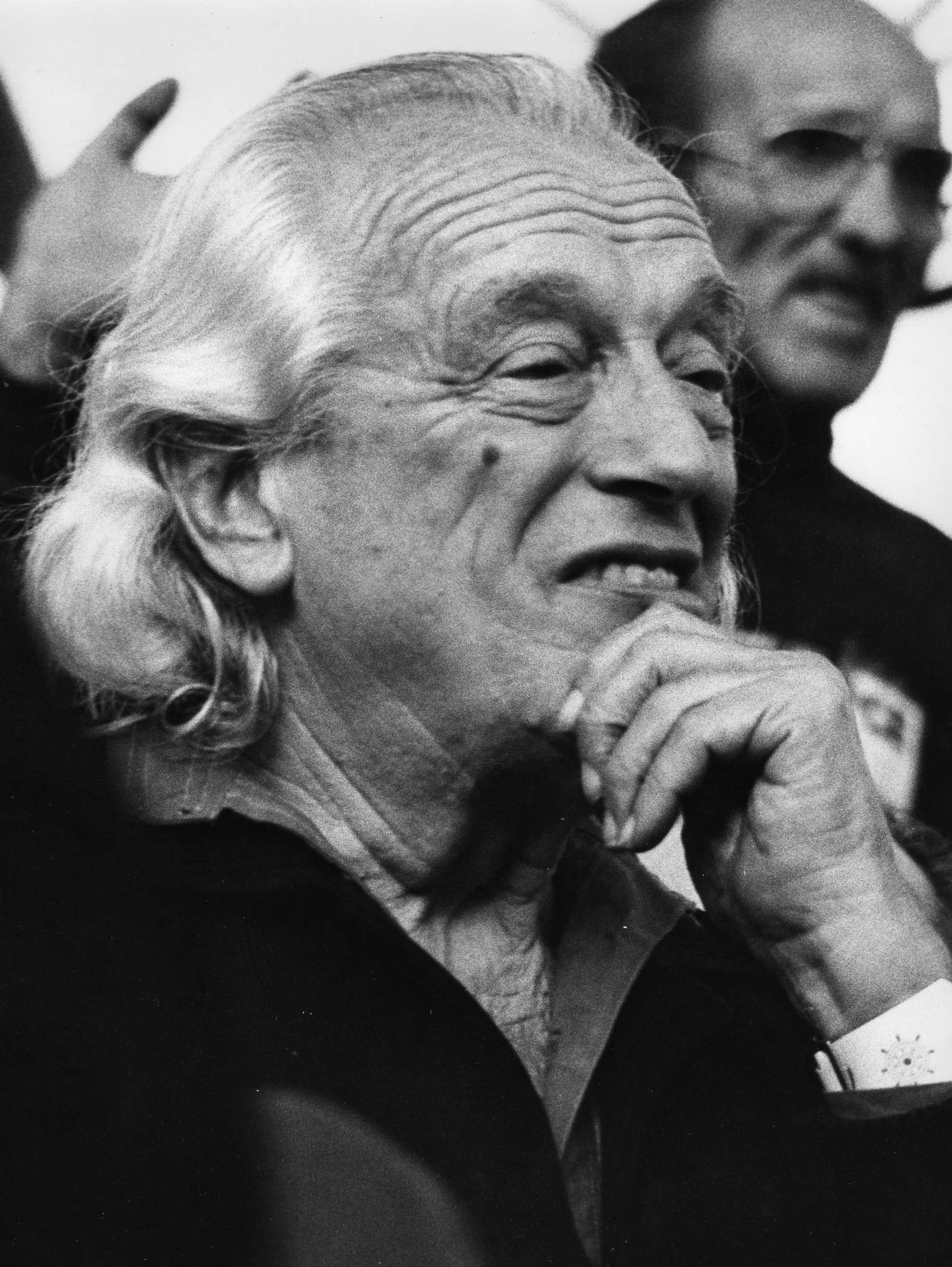
ラファエル・アルベルティ
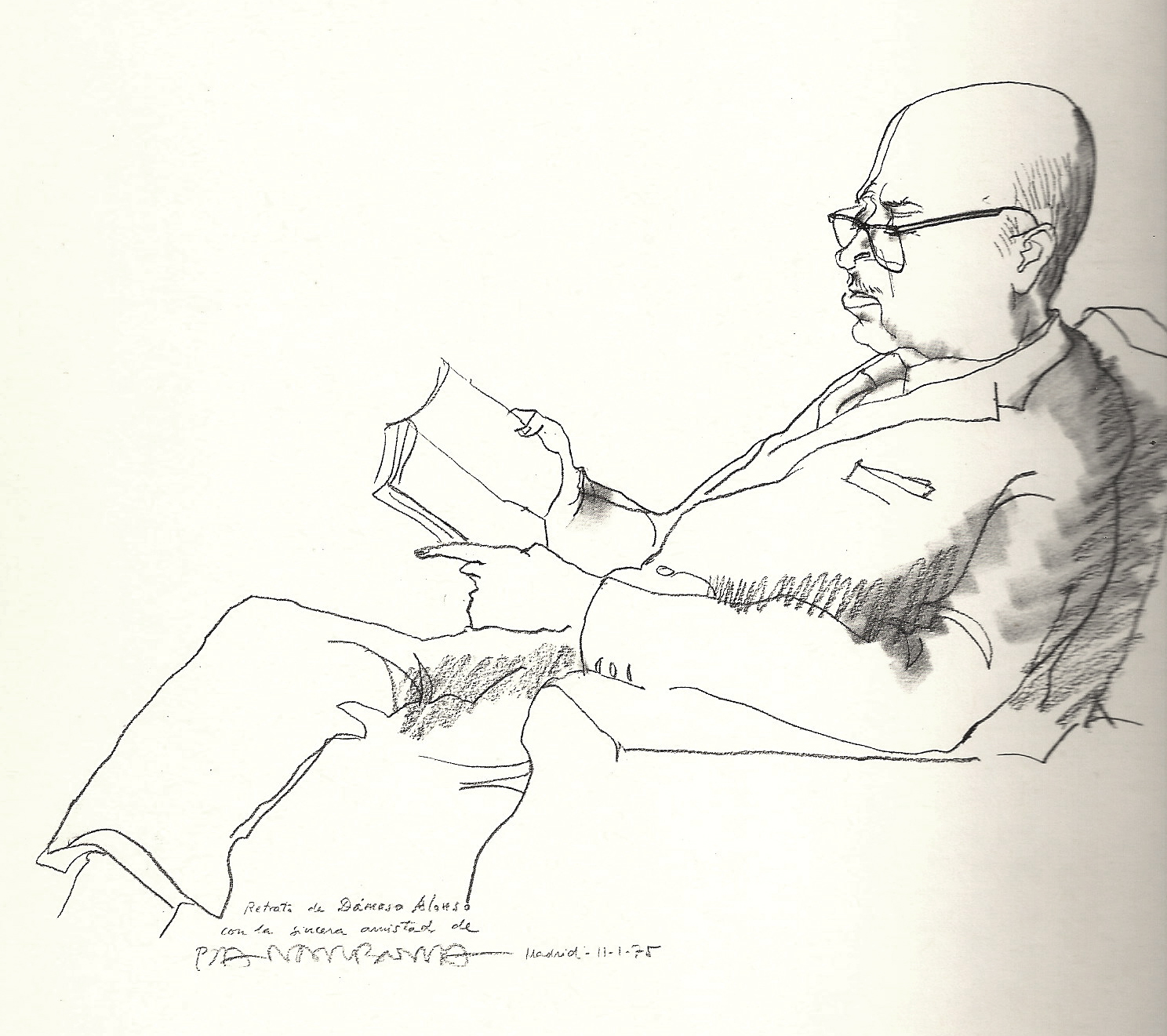
ダマソ・アロンソ
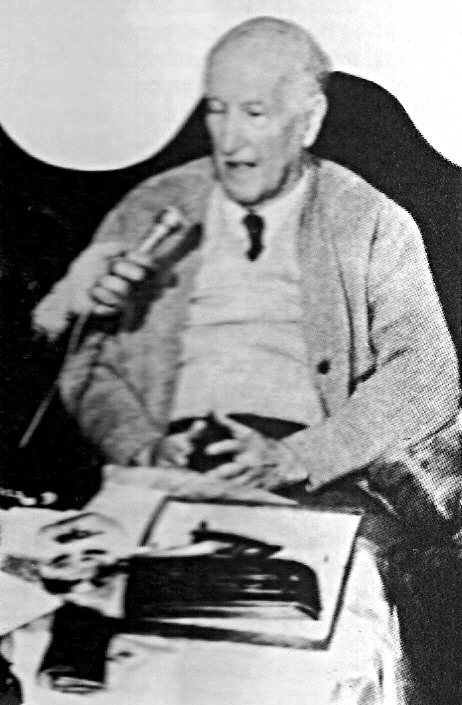
ビセンテ・アレイクサンドレ